# Gol Dominicana Lineas Aereas
A Gol Dominicana Lineas Aereas é uma empresa de aviação civil que é uma subsidiária da empresa aérea brasileira Gol Linhas Aéreas Inteligentes. Ela começou seus trabalhos em março de 2013, com voos para La Romana, na República Dominicana. A nova empresa foi criada em parceria com investidores dominicanos e a empresa brasileira. A sede ficará no aeroporto de Santo Domingo, na capital da República Dominicana. A notícia foi amplamente divulgada pelo Instituto Dominicano de Aviación Civil, que corresponde à Anac no Brasil. A empresa recebe total apoio do governo dominicano, facilitando o seu acesso ao país.